# Scottsville (Texas)
Scottsville è un centro abitato degli Stati Uniti d'America situato nella contea di Harrison dello Stato del Texas.
La popolazione era di 376 persone al censimento del 2010.

## Storia
L'area fu inizialmente colonizzata da William Thomas Scott, sua moglie Mary Rose, e dagli altri membri delle loro famiglie nel giugno del 1840. Il gruppo acquisì diversi grandi appezzamenti di terreno e mise in piedi cinque piantagioni di cotone, tra cui la Scottsville Plantation, in cui vi lavoravano schiavi.

## Geografia fisica
Scottsville è situata a 32°32′10″N 94°14′30″W (32.536098, -94.241611) lungo le Farm Road 1998 e 2199, a nord della U.S. Highway 80, nella zona centro orientale della contea di Harrison. Si trova circa quattro miglia a est di Marshall.
Secondo lo United States Census Bureau, ha un'area totale di 1,3 miglia quadrate (3,4 km²).

## Società

### 2010
Nel 2010 Scottsville aveva una popolazione di 376 persone. C'erano il 44,4% di bianchi, il 46,3% di afroamericani, l'1,3% di nativi americani, l'1,6% di vietnamiti, lo 0,3% di altri asiatici, il 2,7% di qualche altra etnia e il 3,5% di due o più etnie. Il 7,2% della popolazione era ispanico.

### 2000
Secondo il censimento del 2000, c'erano 263 persone, 91 nuclei familiari e 66 famiglie residenti nella città. La densità di popolazione era di 200,5 persone per miglio quadrato (77,5/km²). C'erano 99 unità abitative a una densità media di 75,5 per miglio quadrato (29,2/km²). La composizione etnica della città era formata dal 42,97% di bianchi, il 54,75% di afroamericani, lo 0,38% di altre razze, e l'1,90% di due o più etnie. Ispanici o latinos di qualunque razza erano l'1,52% della popolazione.
C'erano 91 nuclei familiari di cui il 41,8% aveva figli di età inferiore ai 18 anni, il 45,1% aveva coppie sposate conviventi, il 24,2% aveva un capofamiglia femmina senza marito, e il 26,4% erano non-famiglie. Il 24,2% di tutti i nuclei familiari erano individuali e il 13,2% aveva componenti con un'età di 65 anni o più che vivevano da soli. Il numero di componenti medio di un nucleo familiare era di 2,89 e quello di una famiglia era di 3,39.
La popolazione era composta dal 33,5% di persone sotto i 18 anni, il 6,1% di persone dai 18 ai 24 anni, il 27,8% di persone dai 25 ai 44 anni, il 22,4% di persone dai 45 ai 64 anni, e il 10,3% di persone di 65 anni o più. L'età media era di 33 anni. Per ogni 100 femmine c'erano 77,7 maschi. Per ogni 100 femmine dai 18 anni in giù, c'erano 65,1 maschi.
Il reddito medio di un nucleo familiare era di 31.000 dollari e quello di una famiglia era di 30.250 dollari. I maschi avevano un reddito medio di 30.625 dollari contro i 18.750 dollari delle femmine. Il reddito pro capite era di 16.225 dollari. Circa il 19,7% delle famiglie e il 21,0% della popolazione erano sotto la soglia di povertà, incluso il 32,7% di persone sotto i 18 anni di età e il 7,7% di persone di 65 anni o più.